# Tima Belorusskih
Timoféi Andréyevich Morózov (en ruso: Тимофе́й Андре́евич Моро́зов, en bielorruso: Цімафе́й Андрэ́евіч Маро́заў— Tsimaféi Andréyevich Marozau —; Minsk, Bielorrusia; 1 de octubre de 1998), más conocido por su nombre artístico Tima Belorusskih, es un cantante y compositor bielorruso. Comenzó su carrera en solitario como Samzanov, antes de lanzar su primer sencillo como Tima el 3 de mayo de 2017. Su séptimo sencillo, Wet Sneakers (en ruso: Мокрые кроссы), fue su primer gran éxito, alcanzando el puesto 35 en el Top 100 de Apple Music en Rusia para 2018 y ganando el premio HEAT de música al éxito del año. A lo largo de toda su carrera, ha firmado con el pequeño sello discográfico bielorruso Kaufman Label. A lo largo de toda su carrera, ha firmado con el pequeño sello discográfico bielorruso Kaufman Label. En 2019, Tima lanzó su primer álbum, Your First Disc is my Cassette (en ruso: Твой первый диск - моя кассета) y más tarde fue nominado para el premio RU.TV Powerful Start. El 23 de noviembre de 2019, recibió un gramófono dorado Russkoye Radio en los premios Golden Gramophone 2019.

## Biografía
Tsimafei Andreevich Marozau nació el 1 de octubre de 1998 en la capital bielorrusa de Minsk. Su madre, profesora de música, y su padre, solista de ópera, le permitieron a Tima exponer la música desde muy joven. Su madre solía tocar la música del bajista inglés Sting, mientras que su padre disfrutaba con el guitarrista y pianista Leonid Agutin. 
Su padre también cantaba y tocaba el piano con regularidad. Desde los 3 años, después del divorcio de sus padres, su padre lo llevaba de gira por Alemania todos los veranos. Según Tima, siempre le había interesado la música. Así, a los 6 años, los padres de Tima lo llevaron a una escuela de música y le obsequiaron diferentes instrumentos, donde se decidió por tocar el violonchelo. Aunque nunca se involucró en el deporte de manera profesional, le gustó especialmente el fútbol durante su tiempo en la escuela primaria antes de perder lentamente el interés y avanzar más hacia la música. También había pasado un tiempo trabajando vendiendo helados y como trabajador portuario y, en el momento de lanzar Wet Crosses, mesero en un restaurante. Después de completar la escuela primaria, Tima comenzó a asistir a la Academia Estatal de Música de Bielorrusia, aunque poco después se mudó a una escuela de lingüística. Después de terminar la escuela, comenzó a estudiar para obtener una licenciatura en arte, aunque solo asistió por menos de un semestre. A lo largo de su asistencia a la escuela, obtuvo altas calificaciones. 
En 2016, el sello discográfico actual de Tima, Kaufman Label, estaba realizando audiciones en el club Re: Public de Minsk. Mientras Tima actuaba, solo uno de los tres jueces votó por él. Después de revisar las audiciones de otros 0solicitantes y seleccionar dos artistas diferentes, el administrador del sello les dijo a los jueces que escucharan su sencillo RASSVET. Les gustó, aunque sintieron que "tenía que ser reescrito". Finalmente, contactaron a Tima a las 2 de la mañana para llevarlo al estudio. Su nombre artístico, Tima Belorusskih, fue elegido porque quería seguir asociado con Bielorrusia, aunque fuera popular en otros países.

## Vida personal
Tima ha dicho que intenta mantener su vida personal separada de su carrera musical y, como tal, rara vez se le ve junto con su pareja. Sin embargo, en 2019, el periódico ruso SUPER anunció que tiene una hija, llamada Sofía, que nació en 2015. En ese momento, Tima tenía 16 años y su pareja, Yana, 17.

## Polémica
El 29 de enero de 2021 apareció información de que Tim Belorusskikh fue detenido con drogas el 6 de enero de 2021.
El 25 de marzo de 2021, la fiscalía del distrito Moskovsky de Minsk envió al tribunal una causa penal por tráfico de drogas contra el artista musical de 22 años y su conocido de 25 años, según el art. 328 del Código Penal de Bielorrusia "El tráfico ilegal de estupefacientes, sustancias psicotrópicas, sus precursores y análogos", por posesión de drogas sin el propósito de venta se castiga con restricción de la libertad de hasta cinco años o prisión por un período de dos a cinco años. 
El 16 de abril de 2021, un tribunal de Minsk lo condenó a libertad restringida por un período de dos años sin ser enviado a una institución correccional. En el juicio se declaró culpable y se arrepintió de sus hechos.